# Reinier
Reinier Jesus Carvalho znany jako po prostu Reinier (ur. 19 stycznia 2002 w Brasílii) – brazylijski piłkarz występujący na pozycji pomocnika w hiszpańskim klubie Real Madryt oraz w reprezentacji Brazylii do lat 23.

## Kariera klubowa

### Flamengo
Reinier zadebiutował w drużynie seniorów Flamengo dnia 31 lipca 2019 r. w meczu rewanżowym w 1/16 Copa Libertadores 2019 przeciwko Emelec, Flamengo wygrało wówczas ten mecz 2:0 i po rzutach karnych awansowali do ćwierćfinału. Natomiast w lidze brazylijskiej zadebiutował 4 sierpnia przeciwko EC Bahia.
W dniu 19 listopada 2019 r. Reiner przedłużył kontrakt z Flamengo do dnia 31 października 2024 o klauzuli 35 milionów euro.

### Real Madryt
20 stycznia 2020 r. Real Madryt ogłosił, że klub osiągnął porozumienie z Flamengo w sprawie transferu Reiniera, który podpisał umowę do czerwca 2026 r., Reinier do końca sezonu 2019/20 grał w klubie Real Madryt Castilla. Opłata wynosiła około 35 milionów euro. 19 sierpnia 2020 r. został wypożyczony na okres dwóch sezonów do Borussii Dortmund.

## Kariera reprezentacyjna
Reiner został powołany na Mistrzostwa Ameryki Południowej U-15 w 2017 r. Pierwsze mecze zagrał przeciwko Ekwadorowi i Wenezueli, w obu tych meczach zdobył bramkę.
7 marca 2018 r. trener reprezentacji Brazylii U-17 powołał Reinera do turnieju Montaigu we Francji. Jako kapitan na Mistrzostwach Ameryki Południowej U-17 w 2019 roku w Peru, rozpoczął od wszystkich czterech meczów w fazie grupowej, strzelając łącznie 3 gole.

## Sukcesy

### Flamengo
- Mistrzostwo Brazylii: 2019
- Copa Libertadores: 2019

### Borussia Dortmund
- Puchar Niemiec: 2020/21

### Reprezentacja
- Złoto igrzysk olimpijskich: 2020